# ベン・ダンカン
ベン・エドモンド・ダンカン（英語: Ben Edmund Duncan、2002年11月12日 - ）は、オーストラリアのサッカー選手。ポジションはFW。

## クラブ歴
セントラルコースト・マリナーズの下部組織出身で、2023年3月22日にJ3リーグの愛媛FCへの加入が発表された。同年4月2日のJ3リーグ第5節テゲバジャーロ宮崎戦で後半開始から曽田一騎に代わって投入され、Jリーグデビューを果たした。同月29日に行われたJ3リーグ第8節FC琉球戦で初ゴールを含む2得点を記録した。その後も得点を重ね、夏以降は失速したものの、最終的にシーズン通算6ゴールを決めて愛媛FCのJ3優勝、J2復帰に貢献した。
2023年12月27日、愛媛FCと2024シーズンの契約を更新した。

## 個人成績
| 国内大会個人成績 | 国内大会個人成績 | 国内大会個人成績 | 国内大会個人成績 | 国内大会個人成績 | 国内大会個人成績 | 国内大会個人成績 | 国内大会個人成績 | 国内大会個人成績 | 国内大会個人成績 | 国内大会個人成績 | 国内大会個人成績 |
| 年度             | クラブ           | 背番号           | リーグ           | リーグ戦         | リーグ戦         | リーグ杯         | リーグ杯         | オープン杯       | オープン杯       | 期間通算         | 期間通算         |
| 年度             | クラブ           | 背番号           | リーグ           | 出場             | 得点             | 出場             | 得点             | 出場             | 得点             | 出場             | 得点             |
| 日本             | 日本             | 日本             | 日本             | リーグ戦         | リーグ戦         | リーグ杯         | リーグ杯         | 天皇杯           | 天皇杯           | 期間通算         | 期間通算         |
| ---------------- | ---------------- | ---------------- | ---------------- | ---------------- | ---------------- | ---------------- | ---------------- | ---------------- | ---------------- | ---------------- | ---------------- |
| 2023             | 愛媛             | 9                | J3               | 29               | 6                | -                | -                | -                | -                | 29               | 6                |
| 2024             | 愛媛             | 9                | J2               | 22               | 3                | 1                | 1                | 0                | 0                | 23               | 4                |
| 2025             | 愛媛             | 9                | J2               |                  |                  |                  |                  |                  |                  |                  |                  |
| 通算             | 日本             | 日本             | J2               | 22               | 3                | 1                | 1                | 0                | 0                | 23               | 4                |
| 通算             | 日本             | 日本             | J3               | 29               | 6                | -                | -                | -                | -                | 29               | 6                |
| 総通算           | 総通算           | 総通算           | 総通算           | 51               | 9                | 1                | 1                | 0                | 0                | 52               | 10               |

出場歴
- Jリーグ初出場 - 2023年4月2日 J3第5節 テゲバジャーロ宮崎戦 (いちご宮崎新富サッカー場)
- Jリーグ初得点 - 2023年4月29日 J3第8節 FC琉球戦 (ニンジニアスタジアム)

## タイトル

### チーム
愛媛FC
- J3リーグ：1回（2023年）